# アリババと40人の盗賊

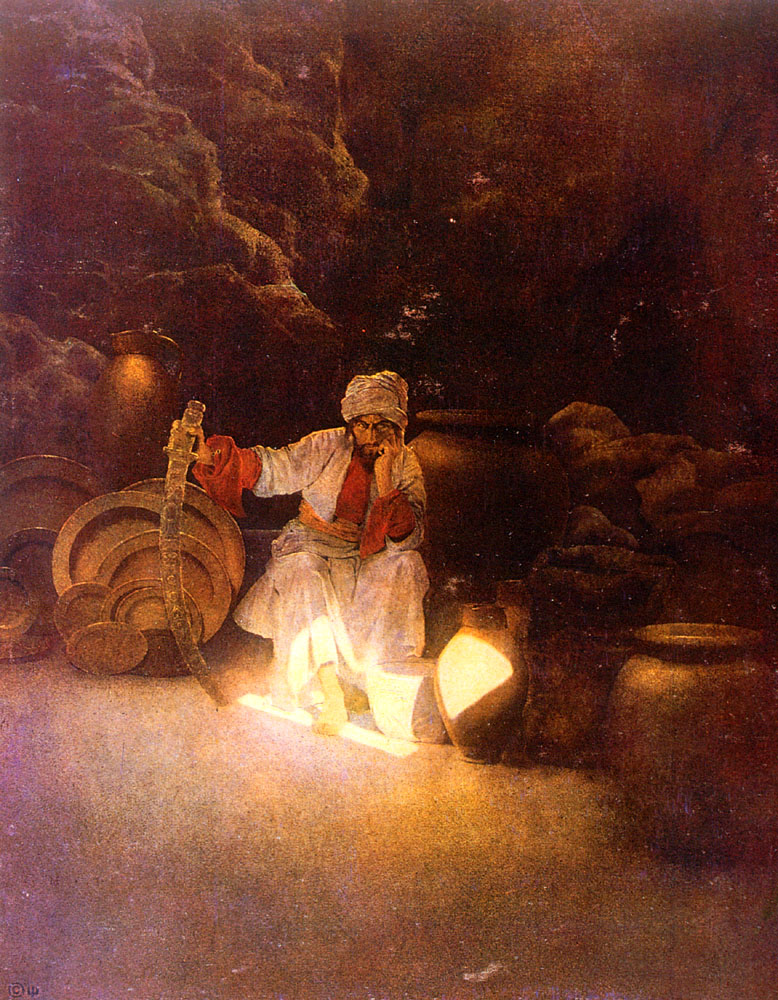
『アリババ』
マックスフィールド・パリッシュ画（1909年）

『アリババと40人の盗賊』（アリババと40にんのとうぞく、アラビア語: علي بابا、ペルシア語: علی‌بابا、英語: Ali Baba and the Forty Thieves）は、イスラム世界に伝わっている物語とされるものの一つである。一般には『アラビアンナイト』（千夜一夜物語）の中の一編として認識されることが多いが、『アラビアンナイト』の原本には収録されていなかった（後述「アラビアンナイトとの関係」を参照のこと）。
主人公のアリババの「ババ」という言葉は、アラビア語「お父さん」の意である。

## あらすじ
昔、ペルシャの国に、貧乏だが真面目で働き者のアリババという男がいた。ある日、アリババがロバを連れて近くの山へ行き、薪を集めていると、40人の盗賊の一団が奪った宝を洞穴の中に隠しているのを偶然目撃した。盗賊の頭領が「開けゴマ」（「おいシムシム、お前の門を開けろ!」とも。「シムシム」は胡麻の意味でアラビア語では سمسم（simsim, スィムスィム）と表記・発音される）という呪文を唱えると、洞穴の入口をふさぐ岩の扉が開き、盗賊たちが洞穴の中に入ると自動的に岩の扉が閉まる。しばらくすると再び岩の扉が開き、盗賊たちが外に出てきた後、扉は再び閉まった。その一部始終を木の陰に隠れて見ていたアリババは、盗賊たちが立ち去るのを待って自分も洞穴の中に入り、手近な場所に置いてあった金貨の袋をロバの背中に積めるだけ積んで家へ持ち帰った。
かくして大金持ちになったアリババは、このことを妻以外の者には秘密にしていたが、不運にも元から金持ちの兄・カシムに知られてしまった。強欲でねたみ深い性格のカシムは、金貨を手に入れた経緯と洞穴の扉を開けるための呪文をアリババから無理やり聞き出し、自分も財宝を狙って洞穴に忍び込んだ。ところが、洞穴の中の財宝に夢中になり過ぎて、扉を再び開ける呪文を忘れてしまい、洞穴から出られなくなったところを、戻ってきた盗賊たちに見付かり、カシムはバラバラに切り刻まれて惨殺されてしまった。
カシムがいつまでも帰ってこないのを心配したアリババは、翌日になって洞穴へ向かい、盗賊たちの手でバラバラにされたカシムの死体を発見した。驚いたアリババは、カシムの死体を袋に入れ、ロバの背中に乗せて密かに持ち帰り、カシムの家に仕えていた若くて聡明な女奴隷のモルジアナと相談の末、遠くの町から仕立屋の老人を呼んで、死体を元通りの形に縫い合わせてもらい、表向きはカシムが病死したことにして、内密に葬儀をすませた。その後はカシムの家と財産もアリババの物になり、アリババはカシムの一人息子を養子にして、この上もなく恵まれた身分の男になった。
一方、洞穴の中から金貨の袋と死体が持ち去られたことに気付いた盗賊たちは、死んだ男の他にも仲間がいると考えて、すぐに捜査を始め、死体を縫い合わせた老人を見付けて、情報を聞き出すことに成功した。そして、老人の協力でアリババの家（元・カシムの家）を見付けた盗賊たちは、頭領が20頭のロバを連れた旅の油商人に変装し、ロバの背中に2つずつ積んだ油容器の中に39人の手下たちが隠れ、アリババの家に一夜の宿を求めて泊めてもらう作戦で家の中に入り込み、家の人々が寝静まるのを待ってアリババを殺そうと企てたが、庭に運び込まれた油容器の中身が盗賊たちと気付いたモルジアナは、1つだけ本物の油が入っている容器を探し当てると、急いでその油を台所へ運び込み、大鍋に入れて沸騰させ、煮えたぎった油を全ての容器に注ぎ込んで、中に隠れている盗賊たちを一人残らず殺した。そうとも知らず夜中に寝床から起き上がり、仕事に取りかかるために手下たちを呼ぼうとした頭領は、容器の中をのぞき込んで手下たちの全滅を知ると、驚いて単身アリババの家から逃げ去った。
しばらくの後、盗賊の頭領は偽名を使って今度は宝石商人になりすまし、カシムの息子が経営する商店の近所に住み着いて、カシムの息子と親しくなり、アリババの家に客人として招かれた。頭領は服の中に隠し持った短剣でアリババを殺すつもりだったが、またしても客人の正体を見抜いたモルジアナは、余興として客人に舞踊を披露すると言い、彼女も短剣を持って踊りながら隙を見て頭領を刺し殺し、アリババたちに客人の正体を晒した。
かくして40人の盗賊たちは、聡明なモルジアナの機転により全員返り討ちにされた。この功績によって、モルジアナは奴隷の身分から一躍カシムの息子の妻になり、洞穴の中に残っていた莫大な財宝は国中の貧しい人たちに分け与えられて、アリババの家は末永く栄えた。

## アラビアンナイトとの関係
この物語の原典・出所については複雑な事情がある。
まず、18世紀初めにフランスの東洋学者のアントワーヌ・ガランが『千夜一夜物語』の第11巻に入れた（"Histoire d'Ali-Baba et de quarante voleurs exterminés par une esclave"）ことで世界中に知られたが、『千夜一夜物語』の原本の中にも、独立の写本にしても、アラビア語原典が見つからなかった。ガランは、シリア北部アレッポの出身でフランスに滞在していたハンナ・ディヤーブ（Hanna Diab 又は Youhenna Diab）から聞き取り、千夜一夜の翻訳の続きに加えたとしている。
1908年に至り、ダンカン・B・マクドナルドがオックスフォード大学のボドリアン図書館の写本目録の中からアラビア語原典の存在を確認し、1910年に英国王立アジア協会の雑誌にその原文を発表した。これで原典探しは一件落着となったとされた。日本では、この原文は前嶋信次によって日本語に訳され、1985年、前嶋の死去のあと、平凡社東洋文庫「アラビアン・ナイト」の別巻として出版されている。ただし、前嶋は、「果たしてガランが使用したものと同じか否か、両者間に文体の差があって不確かである。またシリア系の説話という説が有力だが、トルコやスラブ系の説話の影響も認められる」としている。
ところが、1984年にハーバード大学のアラビア語の教授であったムフシン・マフディーが、「千夜一夜物語」の原型といわれるものの復元に成功して、「初期アラビア語原典による千夜一夜物語の書」という、画期的な研究成果を発表し、今まで解明されていなかった多くの問題に光を与えるところとなった。マフディーの写本研究はまた思いがけない発見をしている。マクドナルドが発見したアラビア語写本をマフディーが子細に検討した結果、この写本はド・サシーの門下生で、18世紀の後期に商人となってエジプトに移り住んだジャン・ワルシー（Jean Varsi）というフランス人の筆跡によるもので、ガランのフランス語訳から逆にアラビア語に訳し直したものと解明された。結局、この有名な物語は、「アラビアン・ナイト」の外典として存在していたのか、ガランが創作したのか、何によったのか、出所探しは振り出しに戻ってしまった。
なお、「アリババと40人の盗賊」、「アラジンと魔法のランプ」のように、アラビア語の原典が見当たらない物語群は「orphan stories」や「orphan tales」と呼ばれている。

## ギャラリー

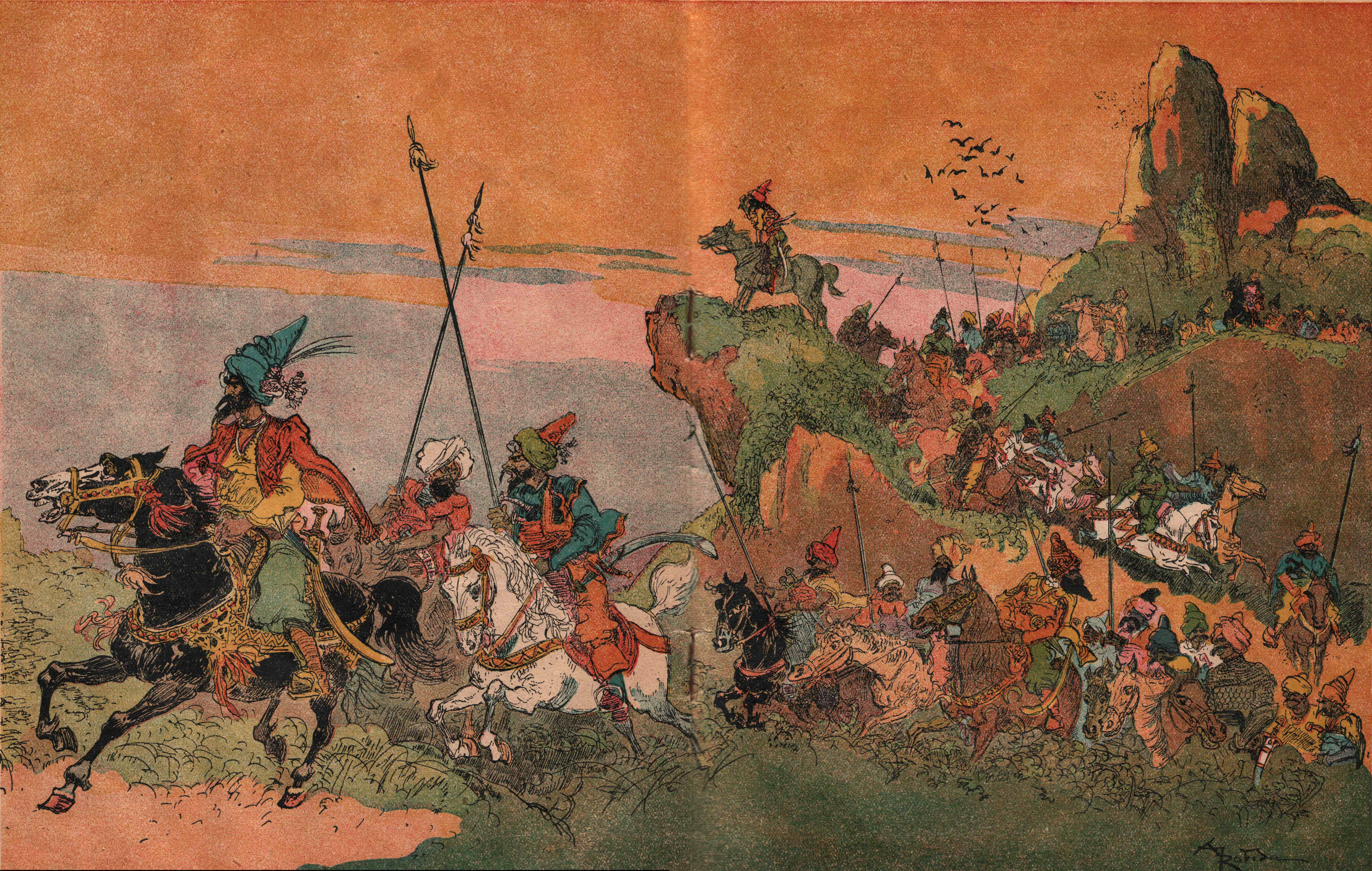
40人の盗賊
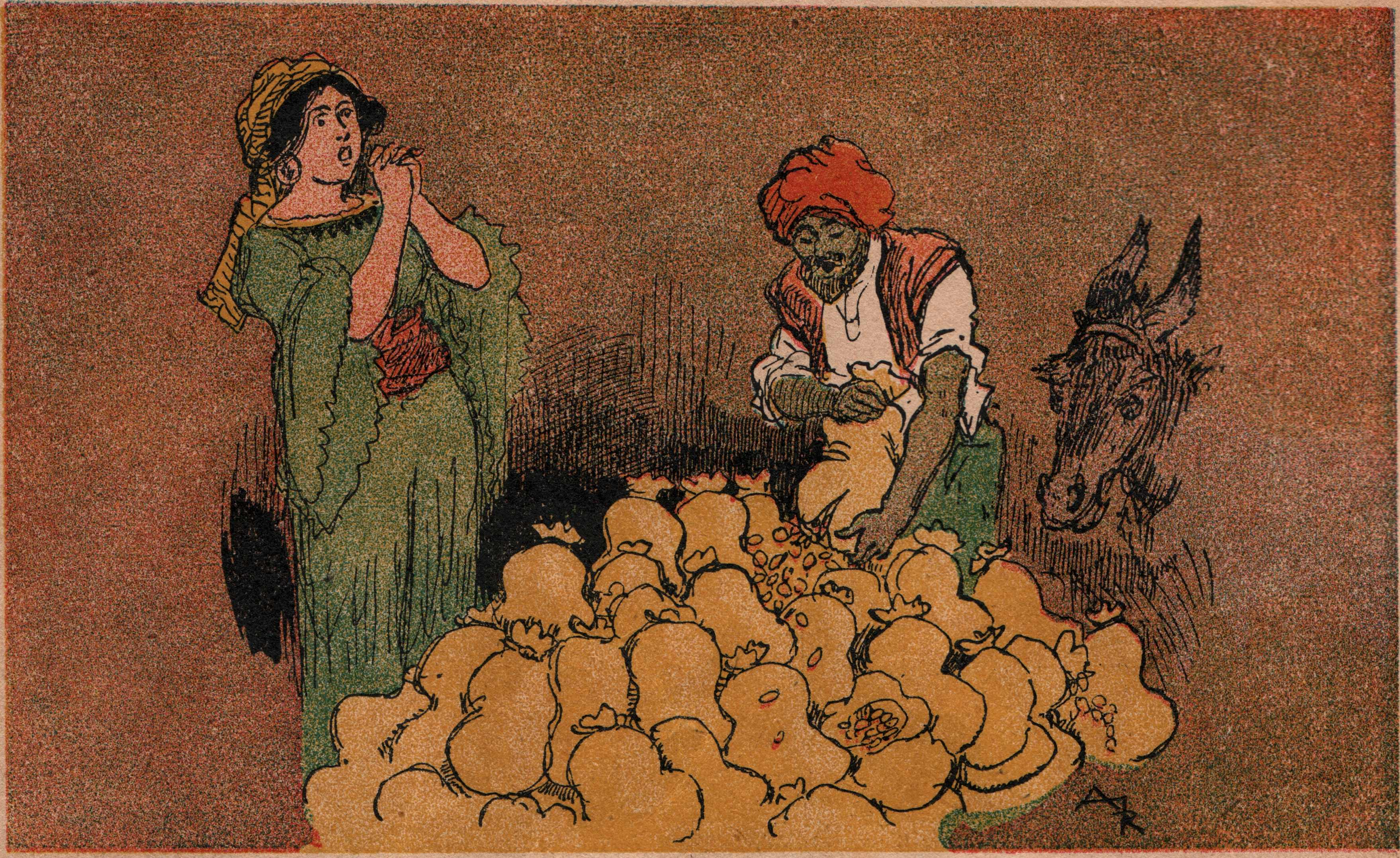
アリババが洞穴から持ち帰った大量の金貨に驚く妻
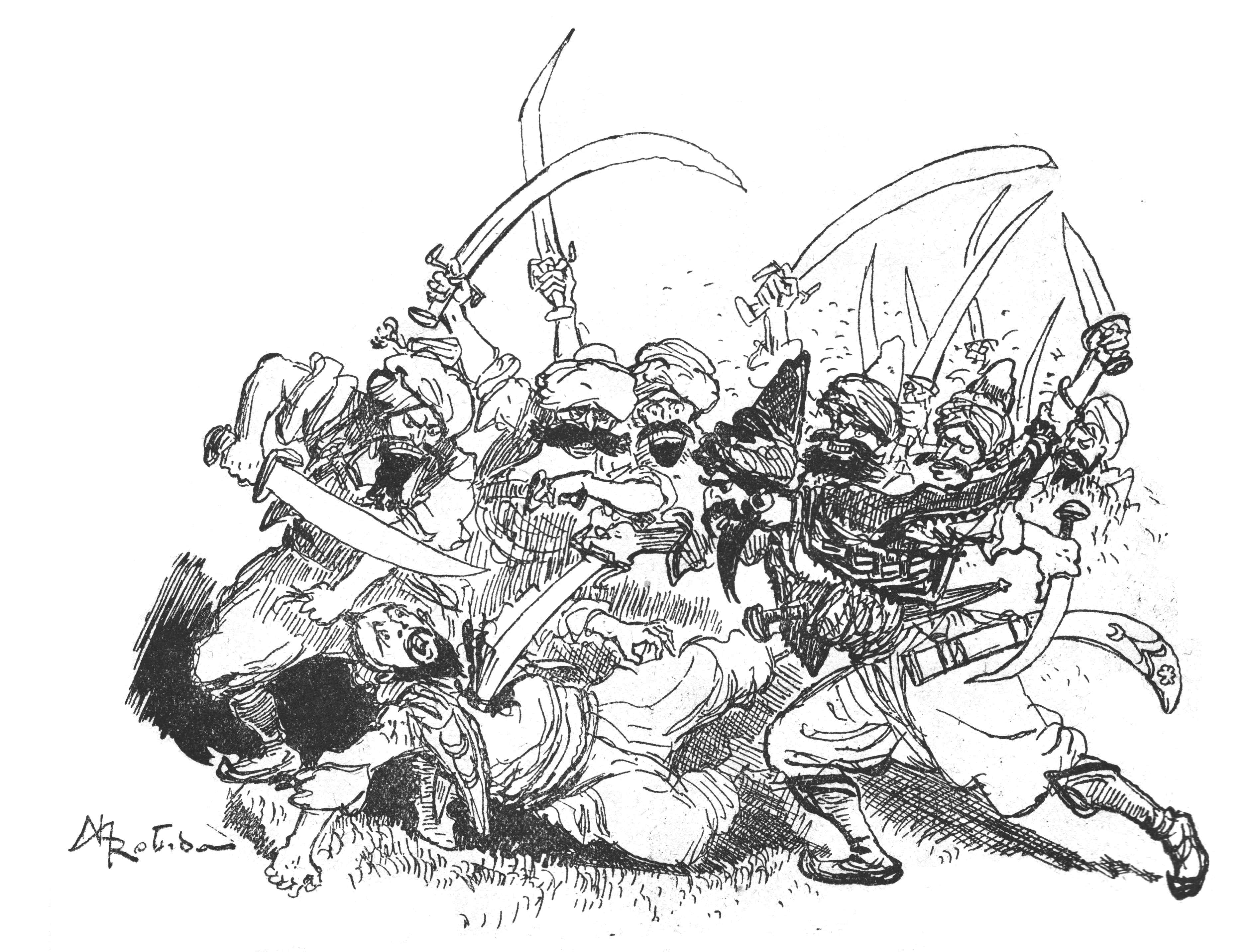
40人の盗賊がアリババの兄・カシムを攻撃する
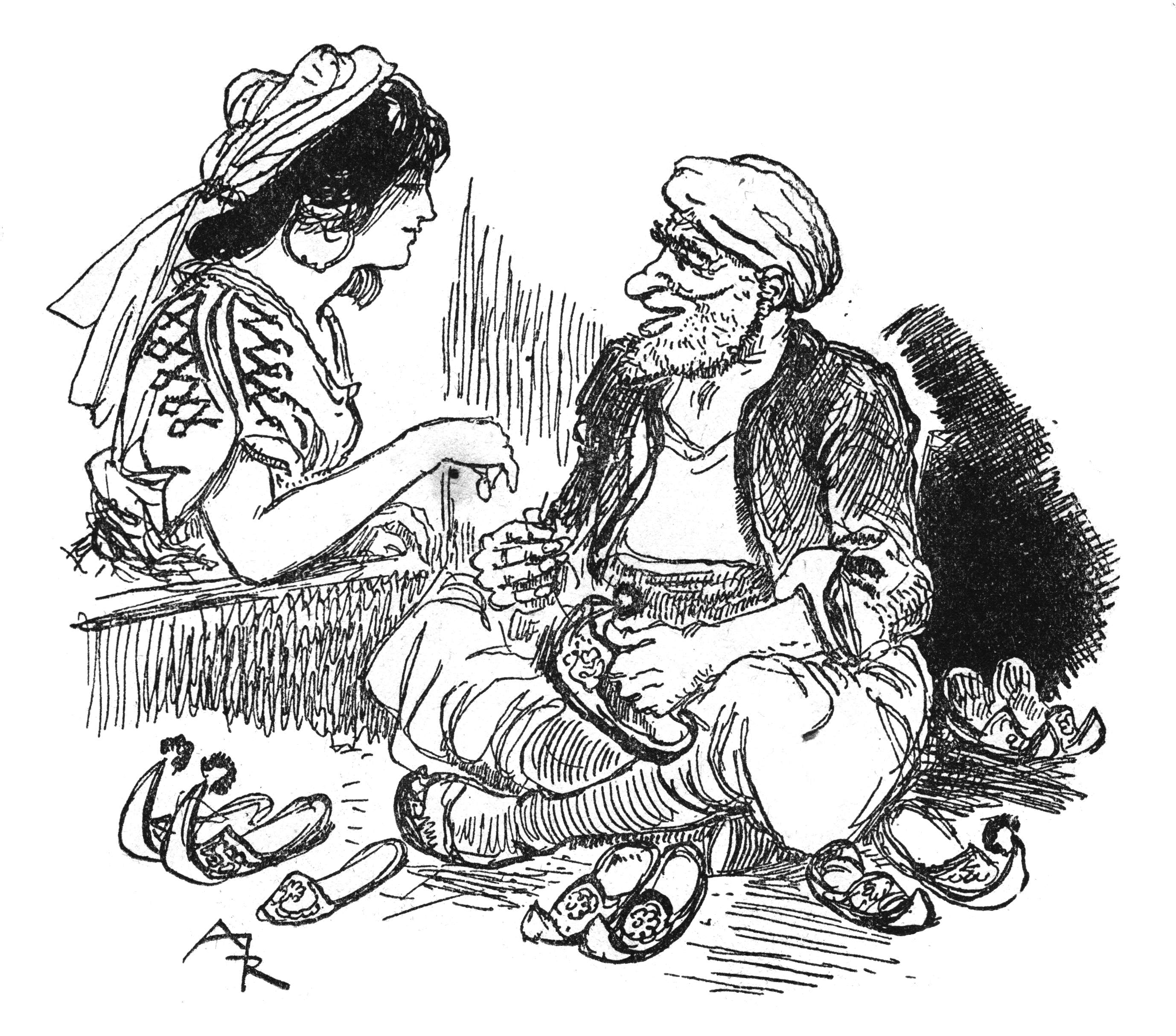
モルジアナが靴屋の老人にお金を払う
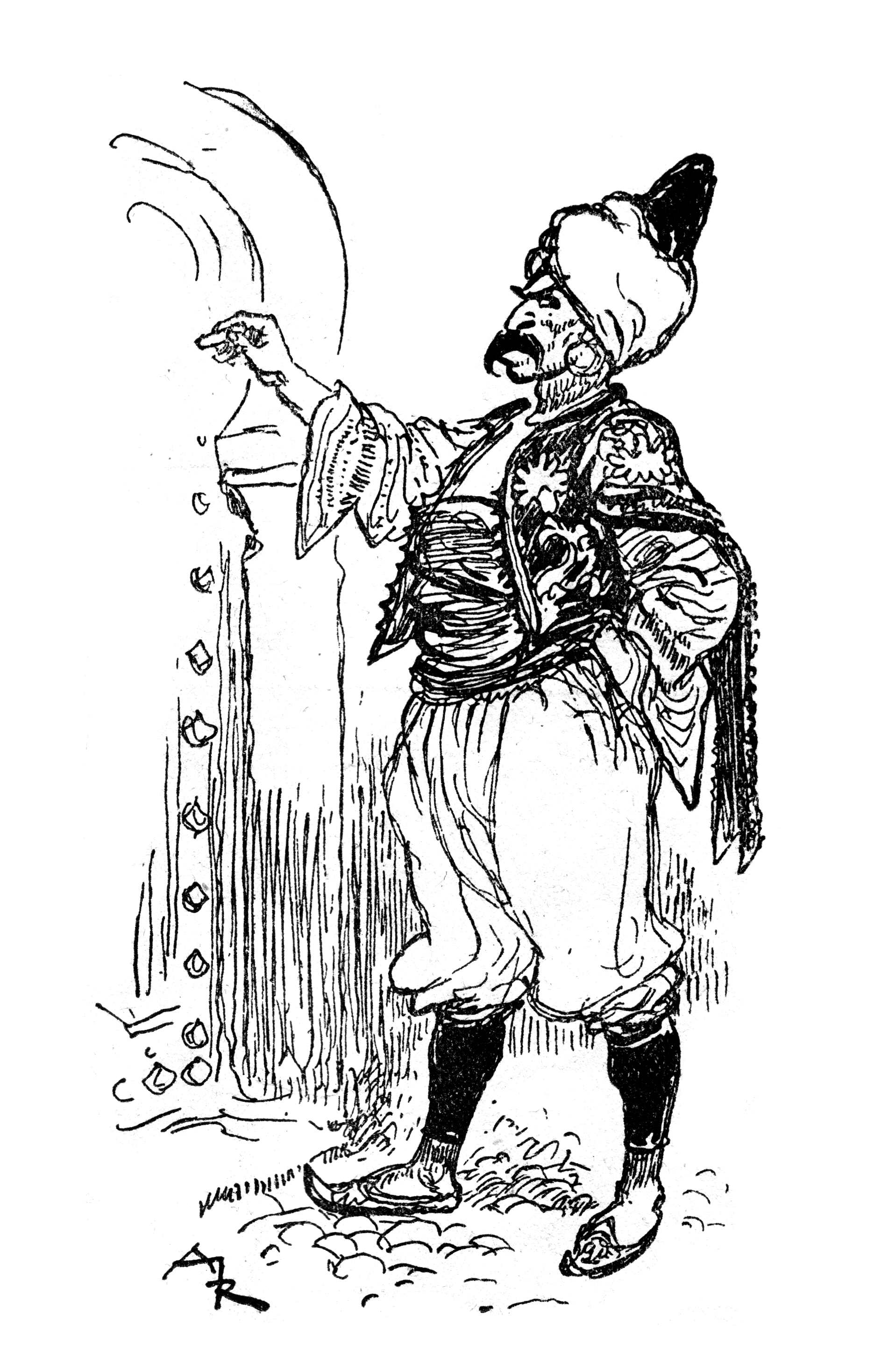
40人の盗賊の一員がアリババの家の扉に印を付ける
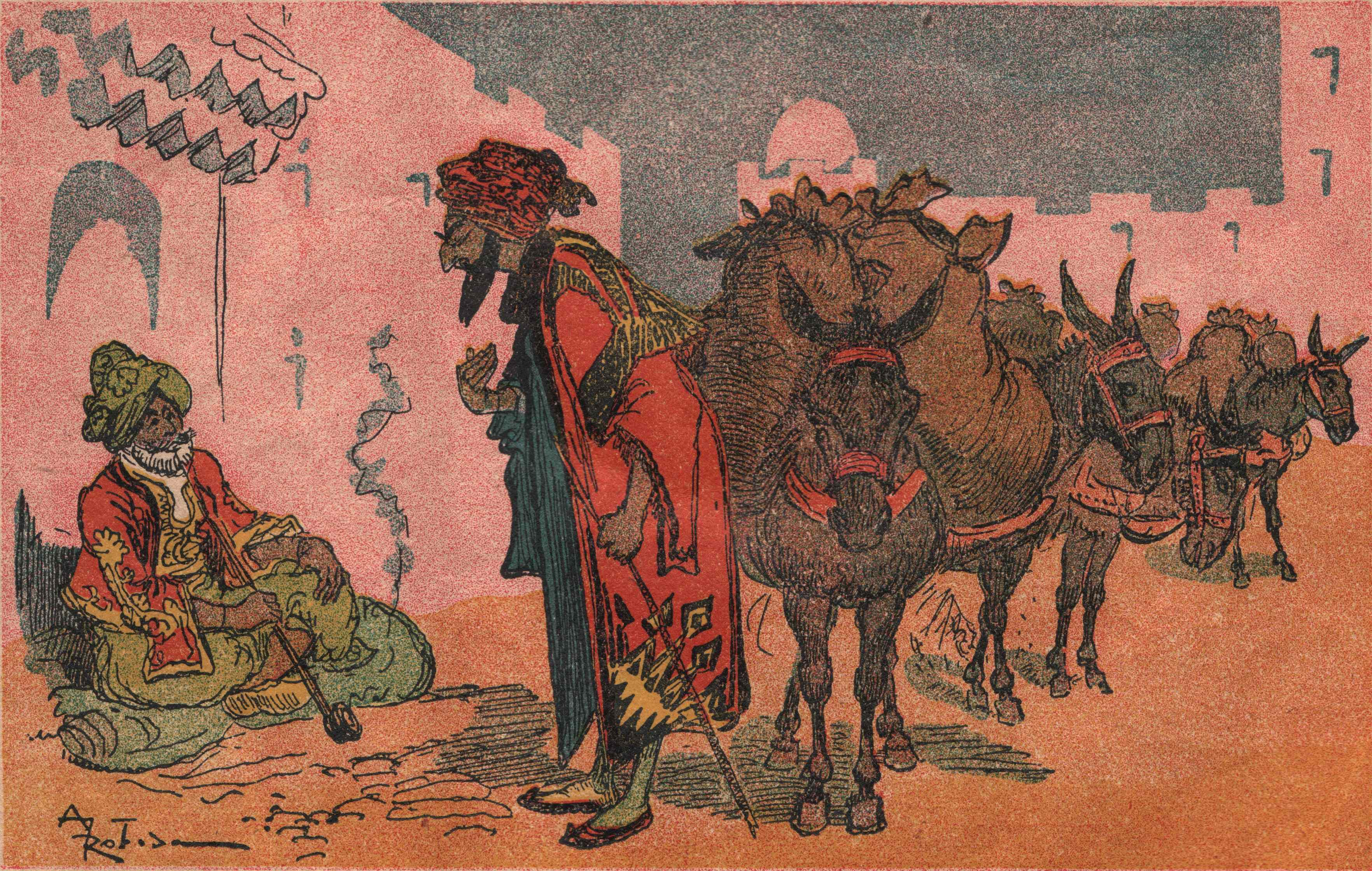
旅の油商人に変装した盗賊の頭領がアリババに一夜の宿を求める（ロバの背中に積んである油袋の中に手下の盗賊たちが隠れている）
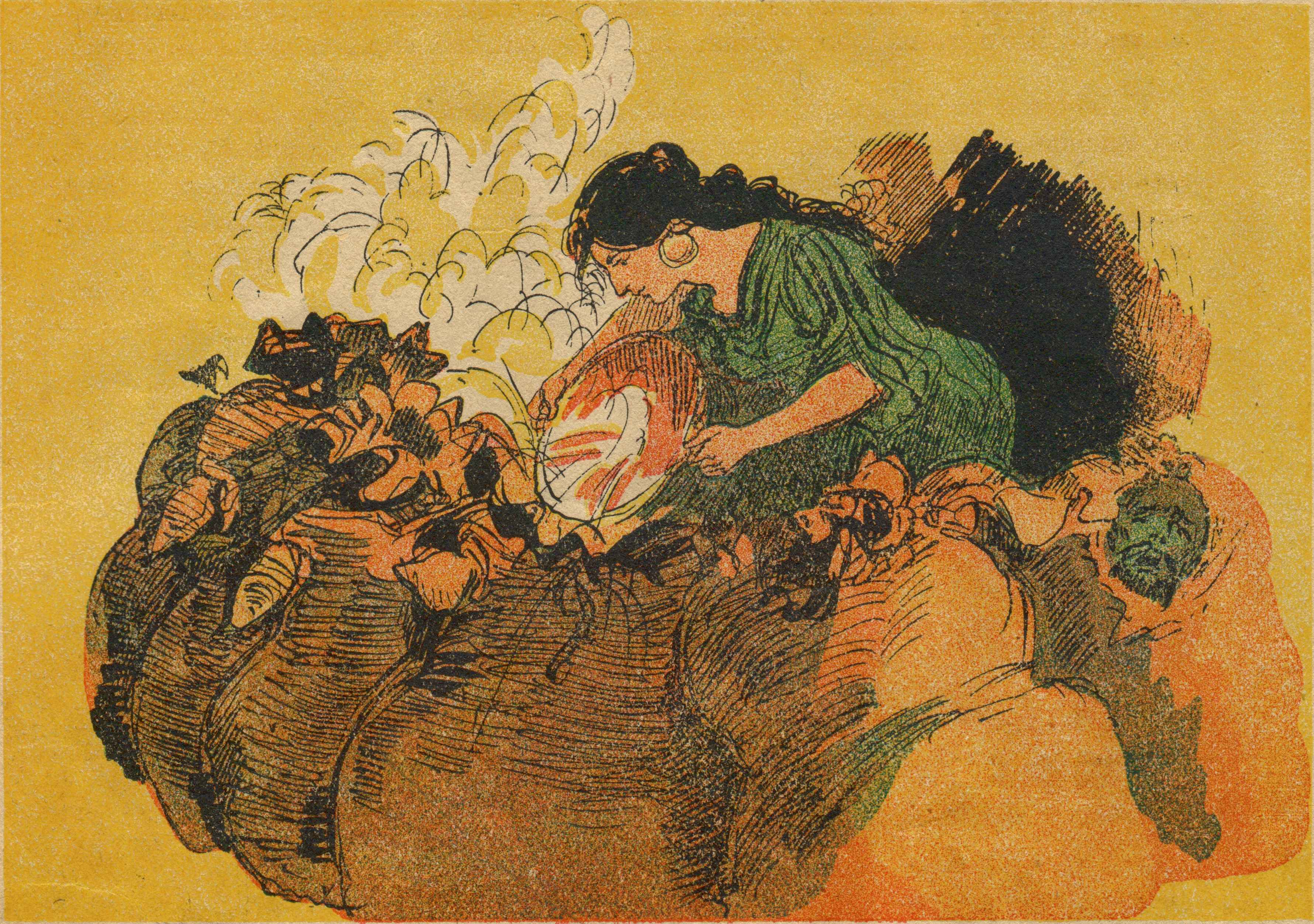
盗賊たちが隠れている油袋にモルジアナが煮立った油を注ぐ

## 日本語訳
- 前嶋信次（訳）『アラビアン・ナイト　別巻』アラジンとアリババ（東洋文庫443）pp.194-286,平凡社〈平凡社東洋文庫〉、1985年3月8日初版第1刷　ISBN 978-4582804430